# Presa Hoover
La presa Hoover (Hoover Dam, en inglés) es una presa de hormigón de arco-gravedad, ubicada en el curso del río Colorado, en la frontera entre los estados de Arizona y Nevada (EE. UU.). Está situada 48 km al sureste de Las Vegas.
Inicialmente se llamó presa de Boulder, pero finalmente recibió el nombre de Presa Hoover, en honor de Herbert Hoover, que jugó un papel fundamental en su construcción, primero como secretario de Comercio y después como presidente de Estados Unidos.
Se construyó durante la época de la Gran Depresión, entre 1931 y 1936, completándose dos años antes de lo previsto. Está gestionada por el Bureau of Reclamation del Departamento de Interior. Desde 1981 figura en el Registro Nacional de Lugares Históricos.
El lago creado aguas arriba recibe el nombre de lago Mead, en honor de Elwood Mead, ingeniero que previó la necesidad de la presa.

## Historia
Antes de la construcción de la presa, la cuenca de Río del Colorado se desbordaba cuando se derretía la nieve de las Montañas Rocosas. Estas inundaciones ponían en peligro a las comunidades agrícolas río abajo. Además de la esencial prevención de inundaciones, una presa haría posible la extensión de la agricultura de regadío en la zona seca. Esto también proporcionaría un suministro constante de agua para Los Ángeles y otras comunidades de California del Sur.
Uno de los óbices principales para el proyecto era la asignación equitativa de las aguas del Río Colorado. Varios de los estados de la cuenca del Río Colorado temieron que California, con sus enormes recursos financieros y su gran necesidad del agua, fuera el principal beneficiario. Era claro que sin algún tipo de un acuerdo sobre la distribución del agua, el proyecto no podía prosperar.

### Planificación y acuerdos
Se creó una comisión en 1922 con un representante de cada uno de los estados de la cuenca y uno del Gobierno Federal. El representante del gobierno era Herbert Hoover, entonces el Secretario de Comercio bajo el presidente Warren Harding. En enero de 1922, Hoover se encontró con los gobernadores estatales de Arizona, California, Colorado, Nevada, Nuevo México, Utah y Wyoming para lograr un arreglo equitativo para repartir las aguas del Río Colorado. El acuerdo, firmado el 24 de noviembre de 1922, dividía la cuenca del río en mitades superiores e inferiores y los estados dentro de cada región decidirían cómo sería dividida el agua. Este acuerdo, conocido como el Compromiso de Hoover, preparó el terreno para el proyecto de la presa.
La primera tentativa de lograr la aprobación del Congreso para la construcción de Presa fue en 1922 con la introducción de dos proyectos de ley en la Cámara de Representantes y el Senado. Los proyectos de ley fueron presentados por el congresista Phil D. Swing y senador Hiram W. Johnson y fueron conocidos como los proyectos de Swing-Johnson. Los proyectos de ley fueron rechazados por un voto y posteriormente fueron presentados de nuevo varias veces. En diciembre de 1928, tanto el Congreso como el Senado finalmente aprobaron el proyecto de ley y lo enviaron al Presidente para la aprobación.
El 21 de diciembre de 1928, el Presidente Calvin Coolidge firmó el proyecto de ley aprobando el Proyecto. La apropiación inicial de la construcción fue hecha en julio de 1930, cuando a Herbert Hoover ya le habían nombrado presidente.

### Contratistas
El contrato para construir la presa fue concedido a Six Companies, Inc. hacia el 11 de marzo de 1931, una empresa conjunta de Morrison-Knudsen Company de Boise, Idaho; Utah Construction Company de Ogden, Utah; Pacific Bridge Company de Portland, Oregón; Henry J. Kaiser & W. A. Bechtel Company de Oakland, California; McDonald y Kahn Ltd. de Los Ángeles; y J. F. Shea Company de Portland, Oregón.
Durante el vertido del hormigón y la parte de curación de la construcción, eran necesarios tubos de agua refrigerada en el hormigón húmedo. Esto debía reducir el calor generado por las reacciones químicas de fraguado y endurecimiento del hormigón. Se calculó que de otra manera, el endurecimiento y la curación de la masa de hormigón podrían durar aproximadamente 120 años. Six Companies, Inc., hizo la mayor parte de este trabajo, pero descubrió que un proyecto de refrigeración tan grande estaba fuera de su capacidad. Por ello la compañía Union Carbide Corporation fue contratada para colaborar en la parte de refrigeración del proyecto de presa.
Six Companies, Inc. fue contratada para construir una nueva ciudad para los trabajadores de la construcción, que sería llamada Boulder City, pero el programa de construcción para la presa fue acelerado para crear más empleos en respuesta al inicio de la Gran Depresión, y la ciudad no estaba lista cuando los primeros trabajadores de la presa llegaron al sitio a principios de 1931. Durante el primer verano de construcción, los trabajadores y sus familias fueron alojados en campos temporales como Ragtown mientras el trabajo en la ciudad progresaba. El descontento con Ragtown y las condiciones de trabajo peligrosas en la presa condujeron a una huelga el 8 de agosto de 1931. Six Companies respondió enviando hombres con armas y garrotes, y la huelga pronto fue anulada. Pero el descontento incitó a las autoridades a acelerar la construcción de Boulder City, y Ragtown fue abandonada antes de la primavera de 1932.
Trabajando en los túneles, muchos trabajadores sufrieron por la inhalación de monóxido de carbono generado por la maquinaria, incluyendo los camiones que conducían. Los contratistas alegaron que la enfermedad era pulmonía y no era su responsabilidad. Algunos trabajadores enfermaron y murieron debido a la supuesta "pulmonía". Hubo 112 fallecimientos compilados como asociados con la construcción de la presa.. En un caso llevado a los tribunales, uno de los demandantes (Ed Kraus) dijo que el envenenamiento le había causado impotencia. Esto fue refutado después de que una prostituta en la paga de los contratistas declaró como testigo.

## La construcción

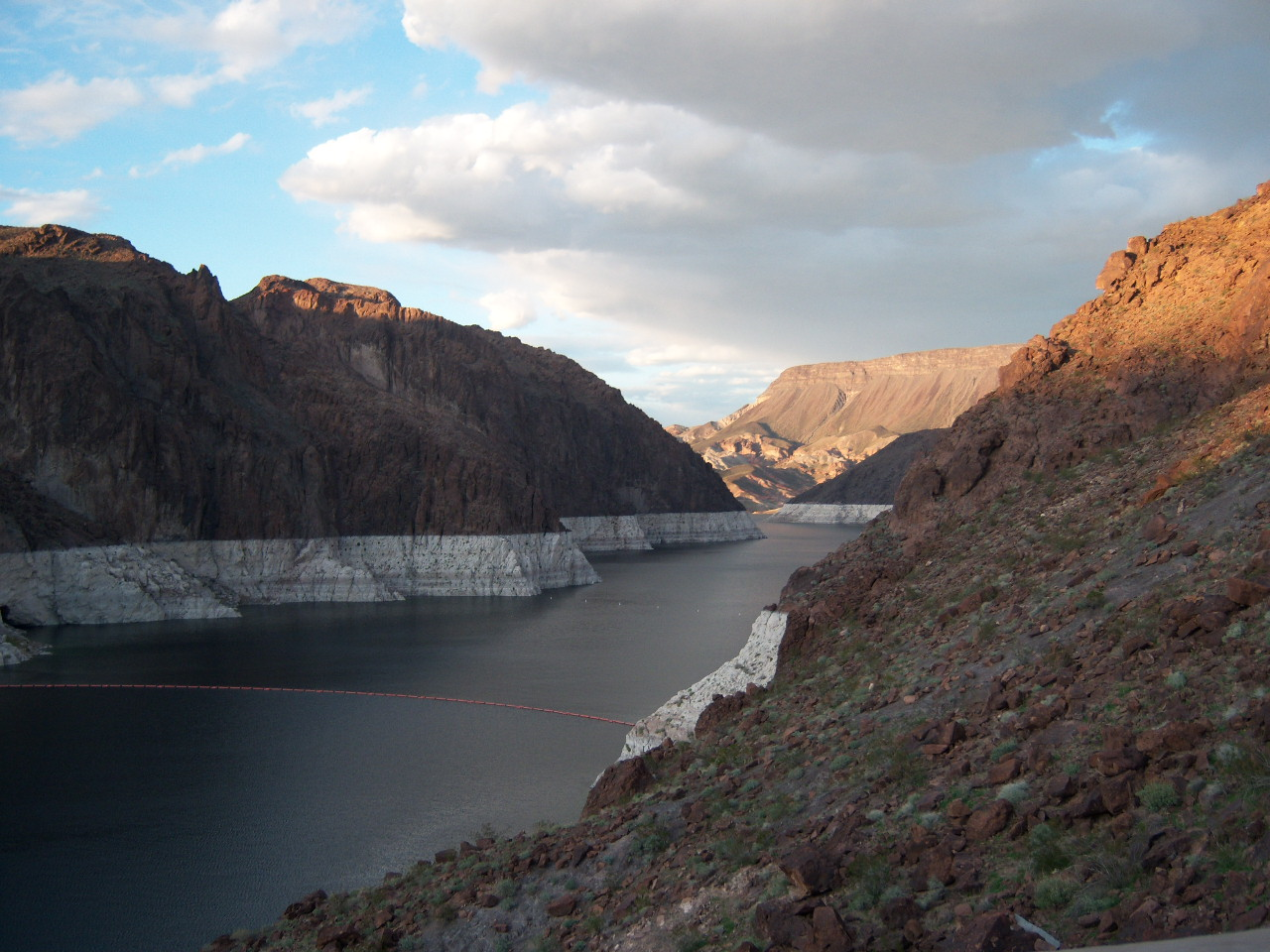
Nivel bajo del agua en marzo de 2009.

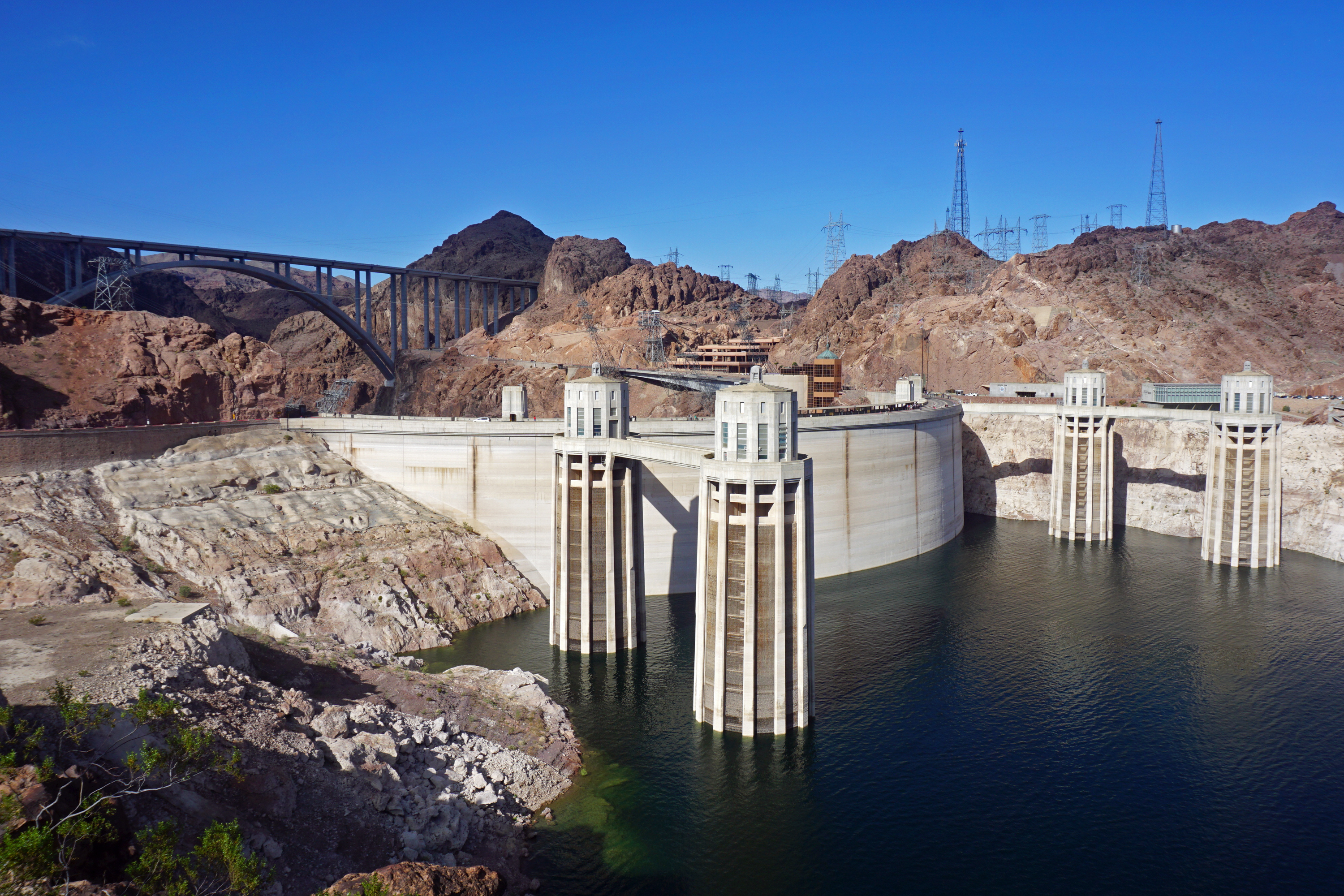
Torres de captación de la Represa Hoover y el nuevo puente Mike O'Callaghan–Pat Tillman Memorial en el fondo (arriba a la izquierda)

Los trabajos preliminares para aislar y proteger la obra de las inundaciones se construyeron dos coferdanes. La construcción del coferdán superior comenzó en septiembre de 1932, cuando el río aún no había sido desviado. Un dique temporal en forma de herradura protegió la ataguía sobre el lado de Nevada del río.
Después de completar los túneles del lado de Arizona, y de desviar el río, el trabajo adquirió un ritmo mucho más rápido. Una vez que las ataguías fueron completadas y drenada la zona de trabajo, comenzó la excavación para la cimentación de la presa. Para apoyar la presa sobre roca sólida, era necesario quitar todo el material flojo hasta que la roca sólida fuera alcanzada. El trabajo sobre las excavaciones de cimentación fue completado en junio de 1933. Durante las excavaciones para la cimentación fueron retirados aproximadamente 1.150.000 m³ de material.

### El desvío del río
Para desviar el flujo del río alrededor de la obra de construcción, se construyeron cuatro túneles de derivación por las paredes del cañón, dos sobre el lado de Nevada y dos sobre el lado de Arizona. Estos túneles tenían 17 m de diámetro. Su longitud combinada era de casi 4880 m. Se comenzó a tunelar en las entradas inferiores de los túneles de Nevada en mayo de 1931.
Un poco después, el trabajo comenzó sobre dos túneles similares en la pared del cañón de Arizona. En marzo de 1932 comenzó el trabajo en el revestimiento de los túneles con hormigón. El revestimiento de hormigón es de casi un metro de espesor, reduciendo el diámetro de túnel terminado a 15 m.

### El saneado de la roca
Antes de que la construcción pudiera comenzar, la roca floja tuvo que ser quitada de las paredes del cañón. Los hombres encargados del trabajo debían bajar las paredes de cañón amarrados a cuerdas y trabajaban con martillos neumáticos y dinamita para quitar la roca floja.

### El vertido del hormigón
El primer vertido de hormigón se realizó en la presa el 6 de junio de 1933. Ninguna estructura de la magnitud de la Presa Hoover había sido construida antes. Muchos de los procedimientos usados en la construcción de la presa nunca habían sido probados. Uno de los problemas que afrontaron los diseñadores era la retracción del hormigón en la presa. Más que como un bloque único de hormigón, la presa fue construida como una serie de ménsulas trapezoidales para permitir disipar el enorme calor producido por el curado del hormigón. Los ingenieros calcularon que si la presa fuera construida en un solo bloque, el hormigón habría necesitado 125 años para enfriarse a temperatura ambiente. Las tensiones resultantes habrían agrietado la presa y esta se habría destruido.
No era suficiente colocar pequeñas cantidades de hormigón en columnas individuales. Para acelerar la refrigeración de hormigón de modo que la siguiente capa pudiera ser vertida, se insertaron tubos de acero de una pulgada.
Cuando se vertía el hormigón, el agua del río circulaba por estos tubos. Una vez que el hormigón había recibido una primera refrigeración inicial, enfriaban el agua en una planta de refrigeración sobre el coferdán inferior y la encauzaban de nuevo por los tubos para terminar la refrigeración. Cuando cada bloque se había enfriado adecuadamente, los tubos se cortaban y se les inyectaba lechada a presión.

## La central eléctrica

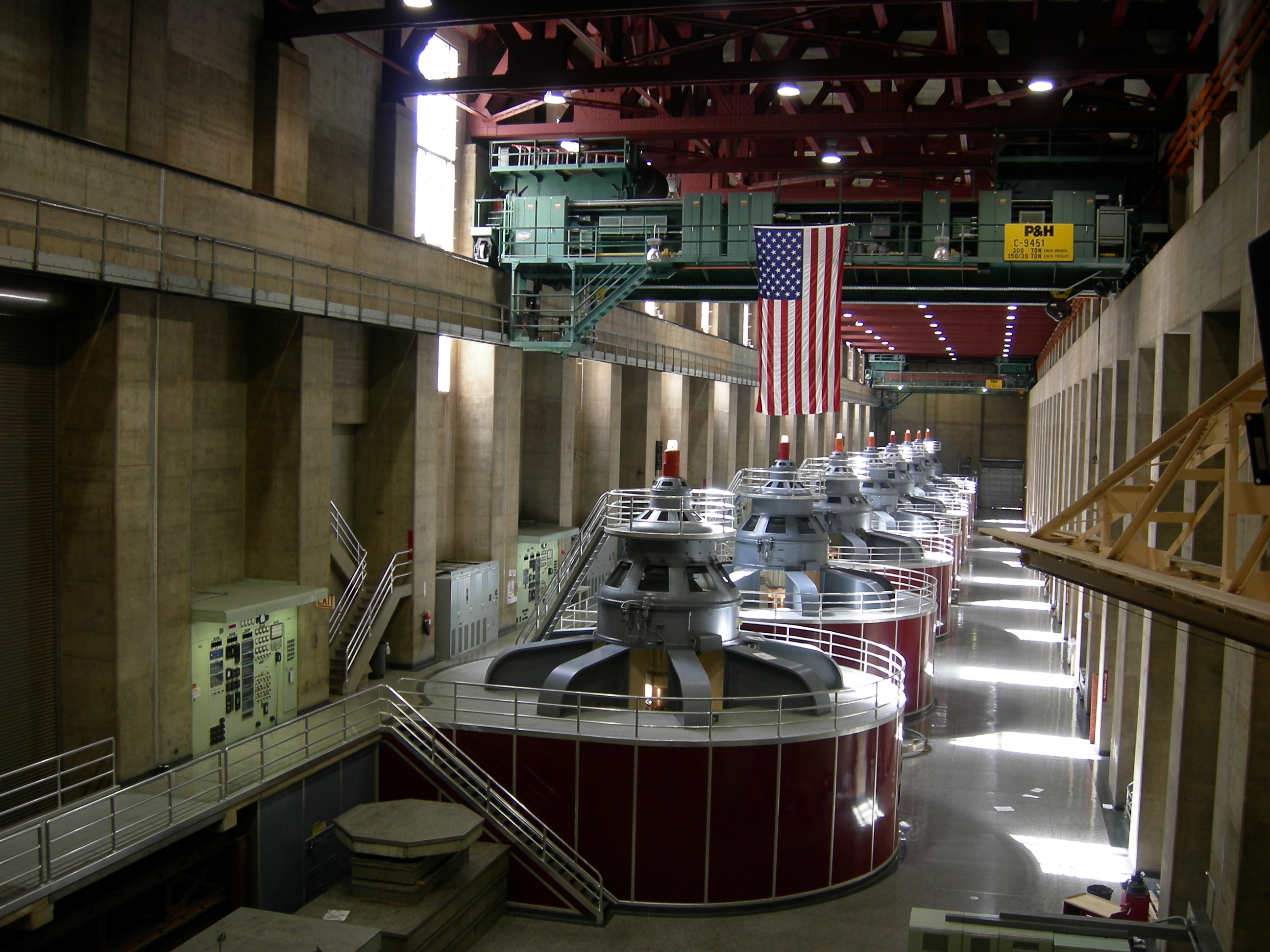
Generadores hidroeléctricos de la presa Hoover.

La excavación para la central eléctrica se realizó junto con las necesarias para la cimentación de la presa y estribos. Las excavaciones para la estructura en forma de U localizada en la base río abajo de la presa se completaron a finales de 1933. Conjuntamente a éstas labores, el primer vertido de hormigón fue realizado en noviembre de 1933. Los generadores en la Central eléctrica de la presa comenzaron a transmitir la energía eléctrica del Río Colorado una distancia de 364 kilómetros a Los Ángeles, California el 26 de octubre de 1936. Unidades de generación adicionales fueron añadidas hasta 1961. El agua que fluye del Lago Mead a la central eléctrica alcanza una velocidad de aproximadamente 135 kilómetros por hora cuando alcanza las turbinas.
Los diecisiete generadores de turbina principales en esta central eléctrica generan un máximo de 2074 megavatios de potencia hidroeléctrica. Todas las centrales hidroeléctricas generan una cantidad variable de energía que, según la demanda, varía a lo largo del día. De hecho, una gran ventaja de la energía hidroeléctrica es la capacidad de responder rápida y fácilmente a dicha variación de demanda.

## Estilo arquitectónico
Los proyectos iniciales para la fachada terminada tanto de la presa como de la central eléctrica consistieron en una pared simple, sin adorno de hormigón, coronada con una balaustrada de inspiración gótica, y una central eléctrica que parecía un depósito industrial. Este diseño inicial fue criticado por muchos por ser demasiado simple para un proyecto de tal escala. El arquitecto Gordon B. Kaufmann fue contratado para diseñar el exterior. Kaufmann aerodinamizó los edificios, y aplicó un estilo de art déco elegante al proyecto con torrecillas esculpidas que se elevan sin costuras de la cara de presa y caras de reloj sobre el juego de torres de entrada para husos horarios de Montaña y Océano Pacífico. La Presa de Hoover hoy es considerada uno de los ejemplos más finos de art déco en todo el mundo.
La presa y la central eléctrica son gestionadas por el Bureau of Reclamation del Departamento de Interior.

## Uso para transporte por carretera

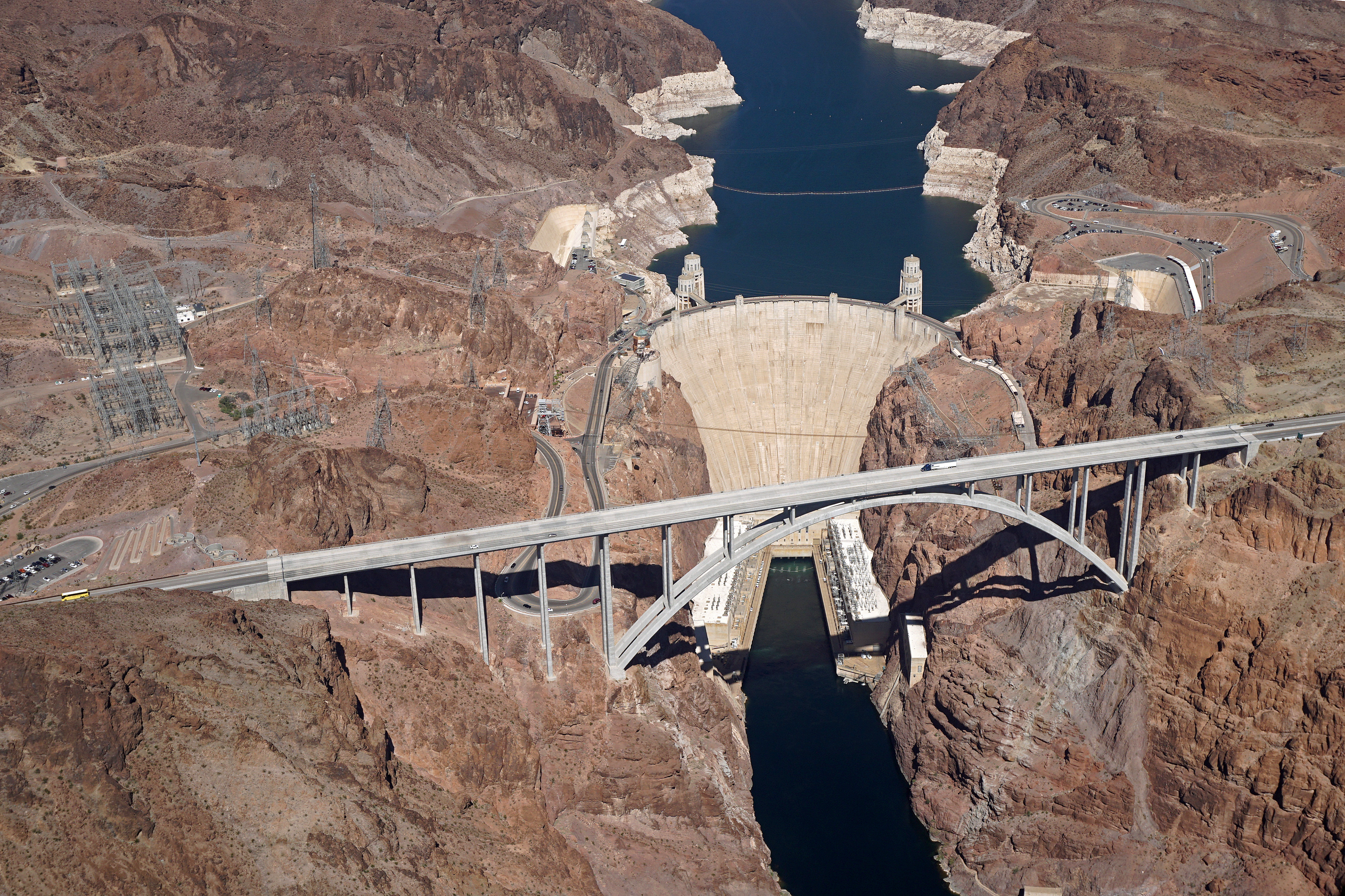
Nuevo puente Mike O'Callaghan-Pat Tillman Memorial en operación

La Presa Hoover también fue construida como un cruce vial para la U.S. Route 93 (Nevada). Esto cambió en octubre de 2010 cuando el Puente Mike O'Callaghan-Pat Tillman Memorial fue inaugurado como parte del Proyecto de Carretera de la Presa de Hoover.
El tramo de la Ruta estadounidense 93 que cruza la Presa Hoover es inadecuado para el aumento del tráfico. Tiene un único carril para cada dirección, varias curvas estrechas y peligrosas y distancias de visibilidad escasas. Tras el 11 de septiembre de 2001, el tráfico de camiones sobre la Presa Hoover ha sido desviado al sur en un esfuerzo para salvaguardar la presa de explosiones. La carretera de circulación y el puente son necesarios para mejorar los viajes, sustituir la calzada peligrosa y reducir la amenaza de un ataque o un accidente potencial.

## Estadísticas
- Periodo de construcción: 20 de abril de 1931, 1 de marzo de 1936
- Coste de construcción: 49 millones de dólares (835 millones con ajuste de inflación).
- Muertes: 96[7]
- Altura: 221,4 m.
- Longitud: 379, 2 m.
- Grosor 200 m en su base, 15 m en la coronación.
- Hormigón: 3,33 millones de m³.
- Potencia: 2074 megavatios.
- Accidentes durante la construcción: 107.
- Tráfico sobre la presa: entre 13 000 y 16.000 personas/día.
- Área del lago embalsado: 639 km².
- Volumen embalsado: 35,3 km³.

## En la Cultura Popular
- Es el sitio en el que gira la historia, a su vez el más importante y crucial del videojuego Fallout: New Vegas.
- En Transformers es la base secreta del Sector 7 y donde guardan a Megatron criogenizado.
- En la película San Andreas tras una rotura en la presa Hoover, se produce una sacudida en la falla de San Andrés, ocasionando dos terremotos de 9.1 y 9.6 grados que afectan a California.
- En la película Superman: The Movie de 1978, la presa se rompe por un terremoto y Superman la bloquea para evitar una inundación adyacente.[8]
- Aparece al principio de la película Soldado Universal de 1992, en donde los UNI-SOL frustan una situación de rehenes.[9]
- En el libro de Rick Riordan "Percy Jackson y La Maldición del Titán", los héroes se detienen, a lo largo de un capítulo, en la zona de la presa.
- En el videojuego Grand Theft Auto: San Andreas, la presa es parodiada bajo el nombre "The Sherman Dam". Es accesible en una de sus misiones.
- También sale en el videojuego Duke Nukem Forever.
- En el film Terminator: Dark Fate transcurre una parte de acción en dicha película.